# Церква Покрови Пресвятої Богородиці (Ковалівка)
Церква Покрови Пресвятої Богородиці — парафіяльна церква Православної церкви України, відкритий у 2016 році та знаходиться у Ковалівці Полтавського району Полтавської області.

## Історія
З 2014 року у с. Ковалівка Полтавського району Полтавської області сформувалася громада вірян Української православної церкви Київського патріархату. Прихожани збиралися і проводили служіння у пристосованому сільському приміщенні.
29 червня 2014 року у селі Ковалівка Архієпископ Полтавський і Кременчуцький Федір (Бубнюк) освятив місце для побудови храму. Кошти для його будівництва зібрали місцева громада та благодійники.
Церква побудована з дерева у 2016 році.
14 жовтня 2016 року на Дня захисника України церква Покрови Пресвятої Богородиці урочисто відкрили. У відкритті взяв участь Архієпископ Полтавський і Кременчуцький Федір. Відбулося перше богослужіння. Владика Федір відзначив грамотами Полтавської єпархії благодійників, які допомагали зводити церкву. 